# モモ・シセ
アルカリ・モモ・シセ（Alkhaly Momo Cissé, 2002年10月17日 - ）は、ギニア・コナクリ州コナクリ出身のサッカー選手・エクストラクラサ・ヴィスワ・クラクフ所属。ポジションはFW。

## クラブ経歴
パリFCなどのユースチームを経て2017年にル・アーヴルACのユースチームに入団。翌年チームIIに昇格。以降2年間を3部リーグにあたるナシオナル2でプレーし、快速ウィンガーとして注目を集める。
2020年8月17日、VfBシュトゥットガルトと契約。9月19日のSCフライブルク戦でプロデビューを果たすも、試合は2-3で敗れた。
2022年1月16日、ヴィスワ・クラクフへ2022-23シーズン終了までの期限付き移籍をした。